# Ridderorden in Indonesië
De Republiek Indonesië werd na de Tweede Wereldoorlog onafhankelijk en heeft daarna meerdere ridderorden ingesteld. Volgens de grondwet van Indonesië, Hoofdstuk III Artikel 15: "De president verleent titels, onderscheidingen en andere onderscheidingen zoals geregeld door de wet".

## Historie van Ridderorden
De Nederlandse kolonisator heeft in de eeuwen dat Java door de V.O.C. en de Nederlandse staat werd gedomineerd geen koloniale ridderorde ingesteld. Er waren wel tientallen onderscheidingen die verband hielden met Nederlands-Indië, zoals het Kruis voor Moed en Trouw dat aan het lint van de Militaire Willems-Orde werd gedragen en een "ster voor Trouw en Verdienste" in vier klassen.
De Nederlandse ridderorden in Nederlands-Indië
De Vereenigde Oostindische Compagnie kon geen ridderorden instellen. Een bedrijf is immers geen Fons honorum. Er werden wel gouden en zilveren penningen en medailles verleend die aan een keten gedragen werden.
De Nederlandse gouverneur-generaal Daendels liet in 1805 een aantal ridderkruisen vervaardigen van de door koning Lodewijk Napoleon van Holland ingestelde Orde van de Unie.  Hij schreef aan zijn opdrachtgevers in 's-Gravenhage dat "het resultaat zeer tevreden stemde".
De nieuwe ridderorden van het Koninkrijk der Nederlanden deden na 1815 hun intrede in Nederlands-Indië.
Op 6 juli 1818 werd Schout-bij-nacht A.A.Buyskens voor zijn inzet bij het neerslaan van de opstand in Saparoua bevorderd van Officier tot Commandeur in de Militaire Willems-Orde.  In de daaropvolgende 130 jaar van Nederlands bewind volgden nog zoveel benoemingen tot Grootkruis, Commandeur of Ridder dat in Batavia steeds een voorraad Willemsorden gereed lag. De geschiedenis van de Militaire Willems-Orde in Nederlands-Indië eindigde zoals zij begon met het benoemen van Commandeur. Generaal Spoor werd in 1948 (postuum) tot Commandeur in de Militaire Willems-Orde benoemd.
Nederlandse ambtenaren, wetenschappers en zakenlieden werden in de Orde van de Nederlandse Leeuw en later ook in de Orde van Oranje-Nassau opgenomen.  De inlandse elite en de vorsten werden ook geregeld gedecoreerd.
Gouverneur-generaal Jhr. de Jonge pleitte bij de regering tevergeefs voor een "eigen" Indische orde en een Grootkruis daarin voor de gouverneur-generaal.  Hij wees op de drie Franse koloniale ridderorden in Indo-China en het prestige dat het bij zijn afscheid verleende grootkruis hem al tijdens zijn ambtsperiode zou hebben verschaft.
De ridderorden van de inlandse vorsten
Vorsten als de Soesoehoenan van Solo en de sultan van Djokja werden door de Nederlandse regering geregeld gedecoreerd.  Zij stichtten zelf kennelijk ook ridderorden. Op schilderijen en foto's zijn de vorsten vaak getooid met schitterende en met diamanten bezette sterren.  Het is niet altijd duidelijk of het om insignes van een orde dan wel om opschik gaat. In Soerakarta stelde de Soesoehoenan eigen ridderorden en medailles in. Zie daarvoor de Ridderorden in Soerakarta.

## De ridderorden van de republiek Indonesië
De republiek Indonesië stichtte een aantal ridderorden naar Europees model.  Zoals na de Nederlandse ervaringen met de Medaille voor Trouw die door een ster voor Trouw en Verdienste moest worden vervangen te verwachten was, kregen deze een stervorm, in het Bahasa "Bintang" genoemd. Men zag een medaille niet voor vol aan en in het voornamelijk islamitische land ligt een kruis niet voor de hand.

### Nationaal Groat Titel "Nationaal Held van de Indonesië"
De titel "Nationaal Held van de Indonesië" (Bahasa: Pahlawan Nasional) Is de titel op het hoogste niveau die in Indonesië wordt uitgereikt. Het wordt postuum door de Indonesische regering gegeven voor acties die als heldhaftig worden beschouwd, gedefinieerd als "feitelijke daden die voor altijd kunnen worden herinnerd en geïllustreerd door andere burgers" of "buitengewone dienst die de belangen van de staat en het volk bevordert".

### Nationaal Medailles (Medali)
- De Pioniersmedaille (Bahasa: Medali Kepeloporan)

Medaille toegekend aan een persoon:
1. met een ongelooflijke staat van dienst bij het starten, ontwikkelen of promoten van verbeteringen in verschillende sectoren van de samenleving
2. die ongelooflijke doorbraken heeft gemaakt in wetenschap, onderzoek en technologie

- De Meerlijkheidmedaille (Bahasa: "Medali Kejayaan")

Medaille toegekend aan een persoon die "naam heeft gemaakt voor zijn / haar natie" in onderwijs, wetenschap, technologie, sport, kunst, religie en andere sectoren van de samenleving.
- De Medaille van de Vrede (Bahasa: "Medali Perdamaian")

### Nationaal Ster Orde (Bintang)
- De Orde van de Grote Ster van de Republiek Indonesië (Bahasa: "Bintang Republik Indonesia")
- De Orde van de Vrijheidsstrijd (Bahasa: "Bintang Gerilya")
- De Orde van Ster van Mahaputra (Bahasa: "Bintang Mahaputra")
- De Orde van de Bintang Sakti (Bahasa: Bintang Sakti)
- De Orde van de Bintang Dharma (Bahasa: Bintang Dharma)
- De Orde van Verdienste (Bahasa: "Bintang Jasa")
- De Orde van Parama Dharma (Bahasa: "Bintang Budaya Parama Dharma")
- De Orde van Yudha Dharma (Bahasa: "Bintang Yudha Dharma")
- De Orde van de Zilveren Ster van Verdienste (Bahasa: "Bintang Kartika Eka Paksi")
- De Orde van de Marine (Bahasa: "Bintang Jalasena")
- De Orde van de Ster van de Luchtmacht (Bahasa: "Bintang Swa Bhuwana Paksa")
- De Orde van de Garuda (Bahasa: "Bintang Garuda")
- De erester van de Politie(Bahasa: "Bintang Bhayangkara")

- De Bintang Sewindu APRI (Bahasa: "Medali Sewindu Angkatan Perang Republik Indonesia")